# Cornelius Rahmn
Cornelius Rahmn, född 16 juli 1785 i Göteborg, död där 21 augusti 1853, var en svensk präst och missionär. Han var gift med Elizabeth (Betty) Blackwood, far till Hanna Elisabet (1816-1898) som gifte sig med Carl Gustaf Brusewitz (1801-1886). Därmed var Rahmn morfar till Eric Cornelius Brusewitz.
Rahmn ägnade sig, efter att först studerat juridik i Lund, åt teologin och prästvigdes 1810. Driven av en oemotståndlig håg att verka som missionär, reste han sommaren 1817 till London och trädde i tjänst hos London Missionary Society. Åren 1818–19 predikade han för burjaterna vid Irkutsk och 1819–23 för kalmuckerna, med Sarepta till stationsort. 
Eftersom Rahmns missionsverksamhet väckt misstankar hos ryska regeringen, tvingades han att 1823 bege sig till Sankt Petersburg för att hos vederbörande försöka undanröja hindren för sin verksamhet. Då detta ej lyckades, återkallades han till London 1825 samt erhöll i uppdrag att verka som missionssällskapets biträdande sekreterare för utrikes brevväxlingen. Denna beställning innehade han till 1833, då han förordnades till legationspredikant i London och pastor vid svenska församlingen där. År 1840 lämnade han England och tillträdde 1841 kyrkoherdebefattningen i Kalvs, Håcksviks, Mårdaklevs och Östra Frölunda socknar av Göteborgs stift.